# نظام الركن الآلي

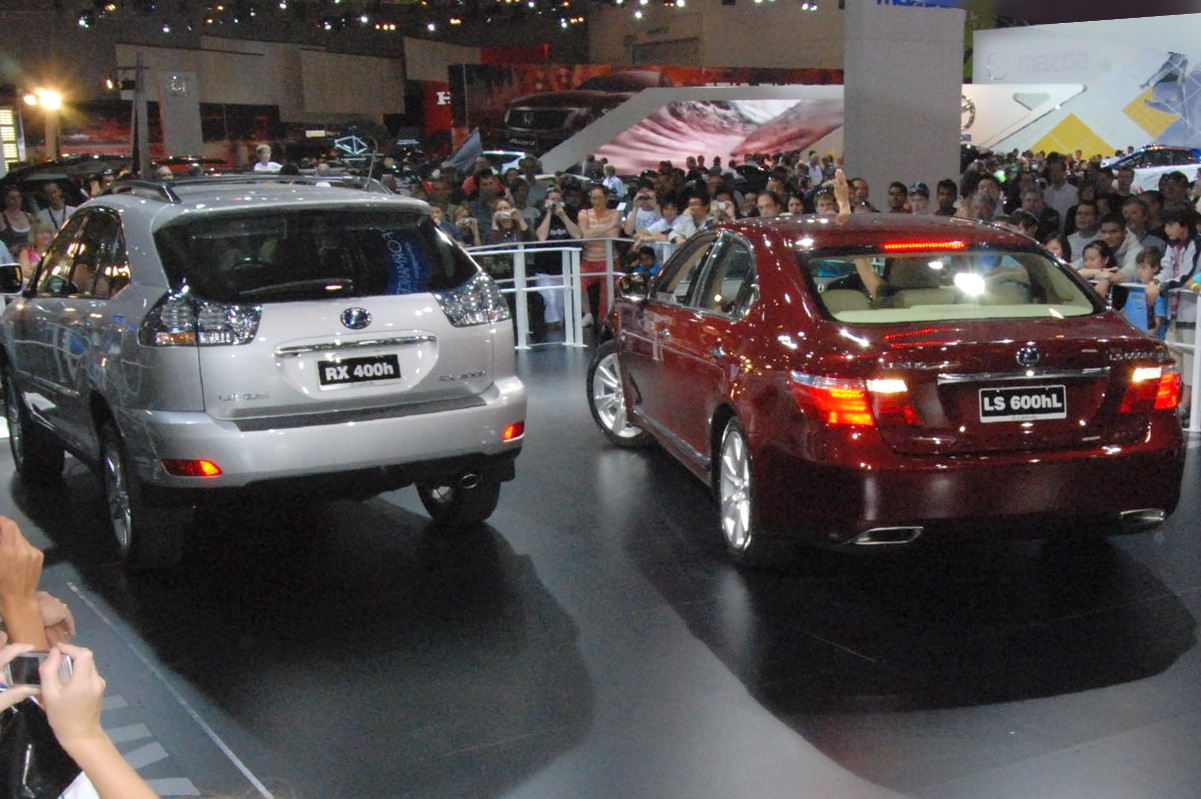

نظام الركن الآلي(بالإنجليزية: Automatic parking) هو نظام مساعد يسهل عملية ركن السيارات وخاصة في الأماكن الضيقة.ويهدف النظام لحماية وسلامة المركبة في البيئات المقيدة التي تتطلب الخبرة بتوجيه السيارة لمنع التصادم.